# Bathybagrus
A Bathybagrus a sugarasúszójú halak (Actinopterygii) osztályának harcsaalakúak (Siluriformes) rendjébe, ezen belül a Claroteidae családjába tartozó nem.

## Előfordulásuk
A Bathybagrus-fajok a Tanganyika-tó endemikus harcsái.

## Rendszerezés
A nembe az alábbi 6 faj tartozik:
- Bathybagrus grandis (Boulenger, 1917)
- Bathybagrus graueri (Steindachner, 1911)
- Bathybagrus platycephalus (Worthington & Ricardo, 1937)
- Bathybagrus sianenna (Boulenger, 1906)
- Bathybagrus stappersii (Boulenger, 1917)
- Bathybagrus tetranema Bailey & Stewart, 1984